# Līvi
A Līvi lett hard rock és heavy metal együttes, amely nagy hatást fejtett ki a helyi rockkultúra kialakulására. Költői szövegeikről és gitárszólóikról voltak ismertek.
A zenekart Ēriks Ķiģelis és Juris Pavītols alapította 1976-ban a Szovjetunióban, a Lett Szovjet Szocialista Köztársaságban, Liepajaban.
Pop-rock stílusú zenekarként indultak, és Lettországban több helyen is felléptek. 1977 és 1985 között az együttes többféle stílusban is zenélt, miközben megpróbálta megtalálni a saját hangját. Ennek eredményeképpen a poptól a rockig terjedő széles skálán születtek meg a dalaik. A zenekar ebben az időszakban végig a hazaszeretet és a szovjetellenesség mellett foglalt állást.
Ķiģelis 1986-os halála után Ainars Virga csatlakozott a zenekarhoz, ami a himnikus balladák, a heavy rock és a lázadó témák új korszakához vezetett. Virga komponálta a legismertebb lett hard rock dalokat.
A Līvi 2019-ig kilenc stúdióalbumot és 3 koncertfelvételt rögzített. Dalaik között szerepel a "Zimtā valoda", "Zzelgriezēs", "Meitene zeltene", "Saldus saule", "Pipodos man", "Zīlīte", "Tikai tev un man" és "Pāri visam".

## Története

### 1976–1985
A zenekar 1976-ban jött létre, bár előtte rövid ideig létezett egy másik Līvi nevű zenekar is, amelyet szintén Juris Pavītols, az 1970-es években ismert gitáros alapított. Az „új” Līvi-t Pavītols és a fiatal saldusi gitáros Ēriks Ķiģelis hozta létre. Mindketten elhatározták, hogy sajátos hangzást teremtenek a lett rockhoz.
Pavītols a feleségével, Ingrīdával, Andris Krūmiņš dobossal és a „rock dinoszauruszával”, Jānis Grodums-szal együtt zenéltek, Pavītols első zenekarának a nevét vették fel. A „līvi” elnevezés a Liepāja környékén élő, mára már majdnem kihalt etnikai csoportra utal, amely legendák szerint  kalózkodásból és külföldi elnyomókkal való harcból élt. A zenekar a kezdeti években kis létszámú koncerteken játszott, többnyire a Pavītols által írt és a felesége által énekelt szomorú dalokat játszottak. Előadtak néhány gyorsabb, keményebb, Ķiģelis által komponált számot is.
1978-ban Ķiģelis kilépett a zenekarból, és kijelentette, hogy az ő és Pavītols művészi különbségeit lehetetlen leküzdeni. Ezután megalapította saját zenekarát, a Corpust, és megpróbált elhatárolódni korábbi zenei partnereitől. A helyére Modris Šterns került. 1980-ban Ķiģelis három új taggal: a 17 éves Rodrigo Fomins énekessel, Vilnis Krieviņš dobossal és a zenekar hangmérnökével, Juris Jakovļevsszel egészült ki, mivel Krūmiņš és Šterns ekkoriban hagyta el az együttest. Ķiģelis azonnal visszatért a dalszerzéshez, és a Līvi népszerűsége megnőtt, aminek eredményeként számos zenei fesztiválon szerepeltek, és felvették első albumukat, amely 1983-ban jelent meg.
Lettország akkoriban a Szovjetunió része volt, és a rockzenekarokat a kommunista párt cenzúrázta. A szovjet rezsim potenciális ellenséget látott a lázadó lett rockerekben, és 1981-ben megtiltotta a Līvinek a koncertezést. Līvi 1982-ben egy új slágerrel, a „Zīlīte”-vel válaszolt.
1984-ben Līvi szerepelt a Rigai Filmstúdió zenés vígjátékában, a Vajadzīga soliste (Szólistára van szükség) című és az Amors Superstars című dallal.  A filmben a korszak lettországi pop- és rockéletének számos zenekara is szerepelt.
Šterns később visszatért a zenekarhoz, de Pavītols és Ķiģelis továbbra is viszálykodtak, ami miatt előbbi örökre elhagyta az együttest. Felesége követte, nem illett bele a zenekar keményebb zenéjébe. Ennek ellenére továbbra is részt vett a Līvi második albumának, az Aprīļa pilieni-nek (Április esőcseppek) felvételén. A zenekarhoz rövid időre csatlakozott a billentyűs, Tālis Pusbarnieks. Együtt sikeresen rögzítettek egy újabb albumot – az Iedomu pilsēta (A képzelet városa) címűt, és akkoriban az egyik legnépszerűbb zenekarrá váltak.
Pusbarnieks, Fomins, Šterns és Kreiviņš 1984-ben hagyták el a zenekart, hogy saját zenei projektjeiket folytassák. Ķiģelis megmentette a csapatot, amikor szerződtette Aivars Brīze énekest (később „a lett rock hangjaként” vált ismertté), Guntars Mucenieks billentyűst és Valdis Štarks dobost. 1985-ben azonban Ķiģelis egy koncert után autóbalesetben váratlanul meghalt.

### 1986–2010

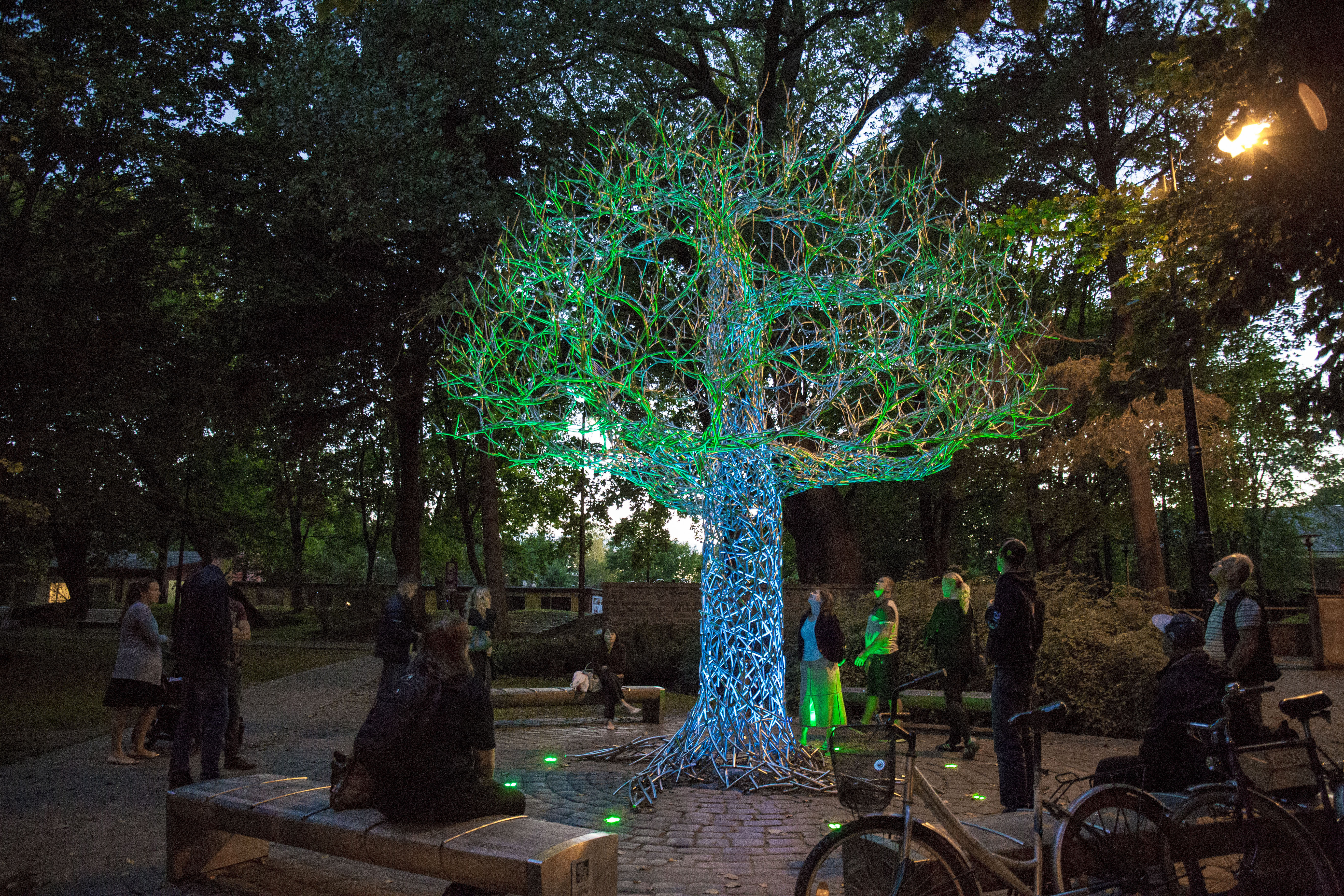
Szellemfa, a Līvi rockegyüttesnek Liepajaban

Ķiģelis pártfogoltja, Ainars Virga lett 1986-ban az együttes új vezetője. Virga olyan heavy metal zenekarok rajongója volt, mint a Black Sabbath, a Scorpions, a Deep Purple és a Led Zeppelin. Ezért elhatározta, hogy a Līvi-t is hasonlóvá teszi, keményebb hangzásúvá, gitárszólókkal és lázadó attitűdökkel. Első dala a Dzimtā valoda volt, egy érzelmes ballada, és a lett nyelv és kultúra értékelése.
1987-ben Štarks helyét Ainars öccse, Dainis vette át, 1989-ben pedig Tomass Kleins került a zenekarhoz állandó gitárosként. A Szovjetunió bukása idején a Līvi több tucat slágert rögzített, és a legstabilabb felállást mutatta be: Brīze, Ainars Virga, Kleins, Grodums és Dainis Virga.
1988-ban a Līvi kiadta második stúdióalbumát (LIVI). A dalok fele Ķigelis utolsó szerzeményei voltak, a másik fele új szerzők dalai.
1994-ben Līvi kiadta a Karogi (Zászlók) című stúdióalbumot, amely Ķiģelis 1985-ös halála óta a második felvétel volt. Az album dupla platinalemez lett. A zenekar bejárta Észak-Európát és Lettországot, hogy népszerűsítse a Karogit. 1994 decemberében megjelent a Spoku Koks (A szellemfa) című lemezük. Egy éjszaka alatt rögzítették, kivágták, összekeverték és a boltokba szállították.
Két évvel később megjelent a KMKVP-t vagy a Kas Mums Var Ko Padarīt (Bárki bármit megtehet velünk). A kapcsolódó kislemezek között szerepelt a "Meitene", a "Bize" és a "Dzelsgriezējs" régi slágerük dzsessz verziója. 1997-ben felvették a Bailes par ziņģēm (Félelem a daloktól) című bestsellert, amelyet Ķiģelis emlékének ajánlottak. Nem sokkal a lemez megjelenése után Aivars Brīze elhagyta a csoportot.  Két évvel később a Līvi felvette hetedik albumát, a Vivát.
2000-ben megjelent a 2001 című lemez. 2001-ben Virga az USA-ba ment, és az együttes nélküle játszott majdnem 2 évig.
2003-ban Virga visszatért az Egyesült Államokból. Brize is visszatért a zenekarba. Nagy terveik voltak, de 2003. július 26-án, az Oldies Rock fesztiválról Daugavpilsből visszafelé autózva balesetet szenvedett a Virga által vezetett autó. Dainis dobos és Juris Jakovļevs hangmérnök belehaltak a sérüléseikbe. A Līvi ezt követően új albumot vett fel, Pāri visam (Minden felett) címmel, és minden balesetben meghalt rockzenésznek ajánlotta.
2010. június 15-én a csoport legidősebb tagja, Jānis Grodums meghalt, és a zenekar feloszlott.
2013 nyarán még adtak néhány koncertet együtt.

### 2017-től
2017-ben azonban Aivars Virga bejelentette, hogy a csoport újjáalakul. Ezután új albumot adtak ki Bez stepšeļiem címmel. 2019-ben újabb lemezzel jelentkeztek: a Pluss mīnuss-sal. Azóta továbbra is tartanak alkalmi koncerteket.

## Jelenlegi tagok
- Ainars Virga
- Guntars Mucenieks
- Jānis Buķelis
- Henrijs Mucenieks
- Edgars Silacērps
- Ilvars Manfelds
- Aleksejs Balinskis (Alex)

## Korábbi tagok
- Mārtiņš Bērtulis: gitár
- Aivars Brīze: ének
- Rodrigo Fomins: ének
- Jānis Grodums: basszusgitár, ének
- Ēriks Ķiģelis: gitár, ének
- Tomass Kleins: gitár
- Vilnis Krieviņš: dob
- Andris Krūmiņš: dob

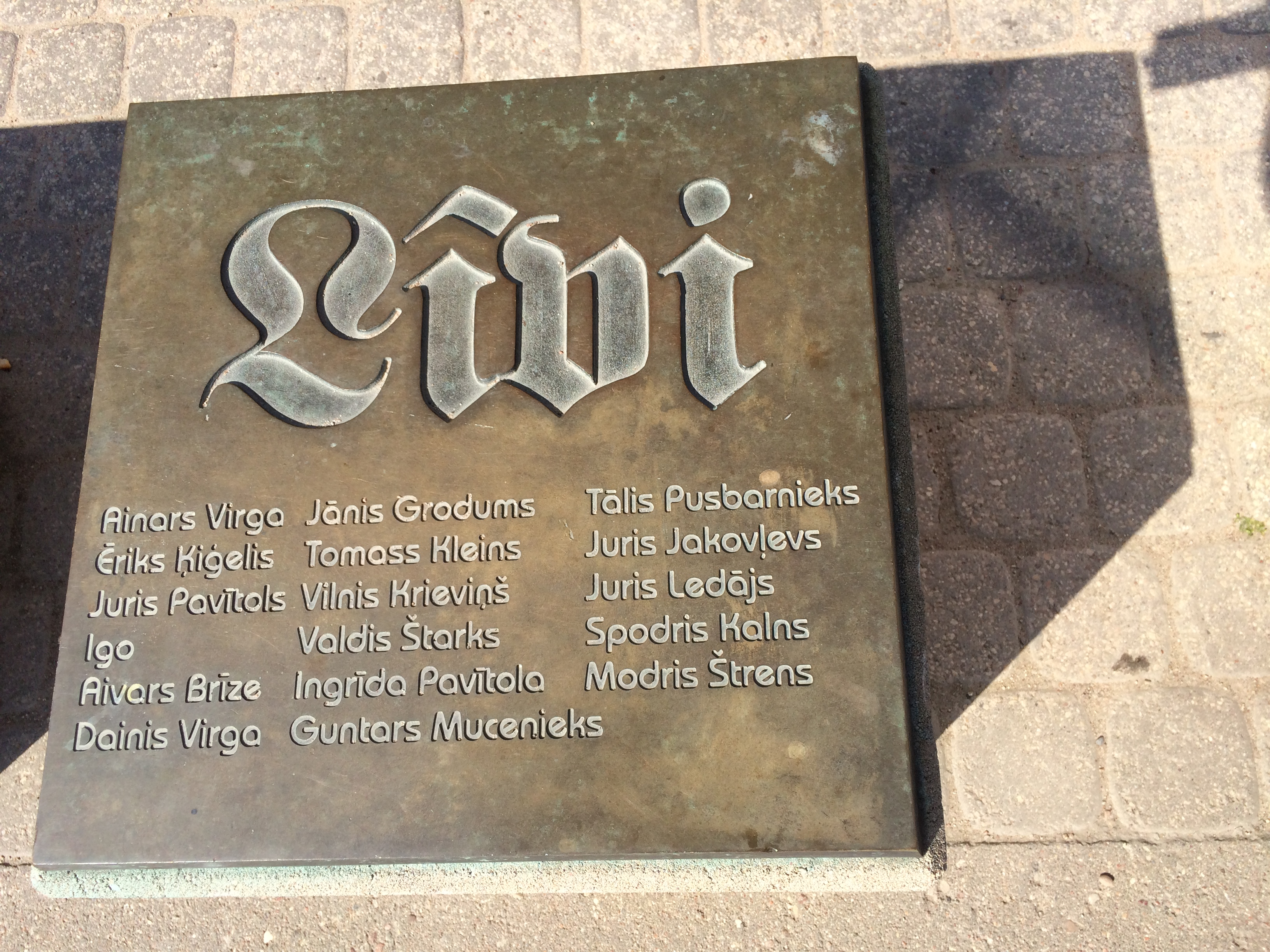
A Līvi együttes emléktáblája
Liepajaban

- Guntars Mucenieks: billentyűs hangszerek, ének
- Ingrīda Pavītola: ének
- Juris Pavītols: gitár, ének
- Tālis Pusbarnieks: billentyűs hangszerek
- Valdis Skujiņš: gitár
- Edijs Šnipke: gitár
- Valdis Štarks: dob
- Ainars Virga: ének, gitár
- Dainis Virga (elhunyt): dob
- Māris Zīlmanis: dob
- Edgars Silacērps: gitár

## Diszkográfia
- Aprīļa pilieni, EP (1985)
- Iedomu pilsēta (1986)
- Līvi aka Kurzemei – saules ceļš (1988)
- Karogi (1994)
- Spoku koks (1994)
- K.M.K.V.P. (1996)
- Bailes par ziņģēm (1997)
- Viva (1998)
- 2001 (2000)
- Līvi Zelts 1 (2002)
- Pāri visam (2004)
- Līvi 1995-2005 (2005)
- Mēs nešķirsimies (2007)
- Nezāles neiznīkst (2010)
- Bez štepseļiem (2018)

## Videók
- Līvi & Liepājas simfoniskais orķestris: Koncerts bildēs 2004 DVD (2005)
- Līvi & Sinfoniskais orķestris: Nacionālajā operā 2006 DVD (2010)

## Fordítás
- Ez a szócikk részben vagy egészben  a   Līvi (band) című angol Wikipédia-szócikk ezen változatának fordításán alapul.  Az eredeti cikk szerkesztőit annak laptörténete sorolja fel. Ez a jelzés csupán a megfogalmazás eredetét és a szerzői jogokat jelzi, nem szolgál a cikkben szereplő információk forrásmegjelöléseként.